# Sotres
Sotres é um vilarejo do município asturiano de Cabrales, na Espanha. Situa-se a 19 km de Carreña.
Abrange uma área de 38,1 km² e tem uma população residente de 130 (INE 2011) que é menor que o número de turistas no verão.

É a aldeia mais alta dos Picos de Europa, com 1050 metros sobre o nível do mar, e pertence ao concelho de Cabrales. Devido à sua localização, apenas se pode aceder através de estrada. 

É um dos melhores lugares das Astúrias para viver uma experiência totalmente alpina, com zonas verdes para caminhadas, covas naturais e arquitectura de pedra própria de uma localidade de montanha. 

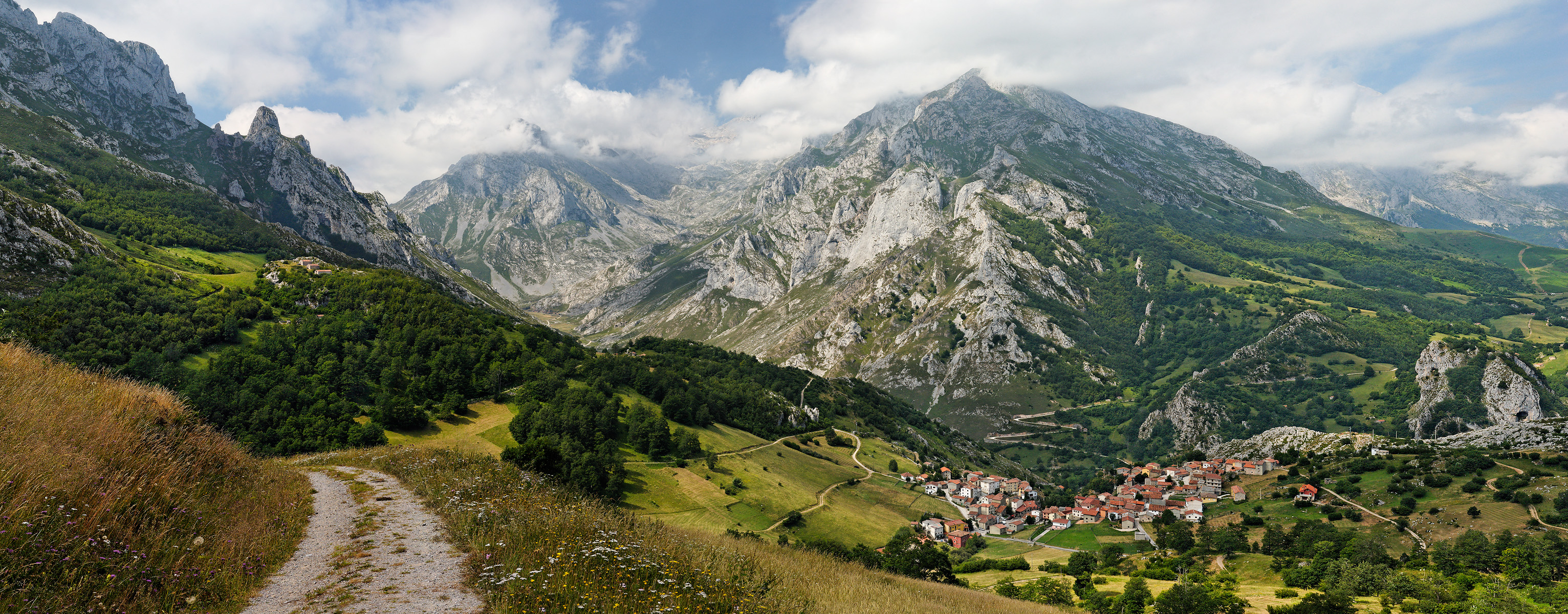
Os picos do maciço central, e vista para a aldeia de Sotres.